# Риверо Бауте, Паулино
Паули́но Риве́ро Бау́те (исп. Paulino Rivero Baute; род. 11 февраля 1952, Эль-Саусаль) — испанский политик. Председатель региональной партии Канарских островов Канарская коалиция. Председатель правительства Канарских островов с 11 июля 2007 года по 9 июля 2015 года.

## Биография
Паулино Риверо Бауте получил образование в Университете Ла-Лагуна. До 1979 года работал учителем. На первых демократических выборах в Испании был избран мэром своего родного города и занимал этот пост до 2007 года. В 1996 году начал политическую карьеру на национальном уровне и в течение нескольких сроков избирался депутатом Генеральных кортесов от Санта-Крус-де-Тенерифе.
На выборах 2007 года, когда Риверо Бауте был выдвинут кандидатом в председатели правительства Канарских островов, его партия Канарская коалиция не получила большинства голосов, но Риверо Бауте вступил в должность в результате коалиционных переговоров.
Паулино Риверо Бауте женат и воспитывает двух сыновей.